# 黔灵山公园站
黔灵山公园站是贵阳轨道交通3号线的地铁车站，位于中华人民共和国贵州省贵阳市云岩区枣山路与北京西路交叉口，于2023年12月16日开通。

## 车站结构
黔灵山公园站沿枣山路南北向设置，为地下二层岛式站台车站，车站长220米，宽19.4米，车站地下一层为站厅层，地下二层为站台层。
| 地面              | 出入口 | A、B、C、D1、D2出入口                                                                                                 |
| 地下二层          | 站厅   | 客服中心、自动售票机、验票机                                                                                          |
| 地下二层          | 站台   | \| \| \| █ 3号线往洛湾（北京路） \| \| 島式 · 開左邊车门 \| \| \| \| \| \| █ 3号线往桐木岭（省委党校）（延安西路） \| |
|                   |        | █ 3号线往洛湾（北京路）                                                                                               |
| 島式 · 開左邊车门 |        | |
|                   |        | █ 3号线往桐木岭（省委党校）（延安西路）                                                                               |

## 车站出口
黔灵山公园站共设5个出口，各出口及周围设施如下所示：
| 编号                | 出入口信息                                                     | 照片 | 无障碍设施 |
| ------------------- | -------------------------------------------------------------- | ---- | ---------- |
| A · 出口 · （设有） | 北京西路，枣山路，威清路，贵州省林业调差规划院，贵阳市城西小学 |      |            |
| B · 出口            | 北京西路，北新区路，枣山路                                     |      | 不適用     |
| C · 出口 · （设有） | 北京西路，枣山路，黔灵山公园，贵州医科大学附属肿瘤医院         |      |            |
| D · 1 · 出口        | 枣山路，双峰路，贵阳市双语实验小学，贵阳市第三十七中学         |      | 不適用     |
| D · 2 · 出口        | 北京西路，枣山路                                               |      | 不適用     |
| 图例： 设有         |                                                                |      |            |

## 接驳交通

### 公交车
- 黔灵山公园：1路，2路，10路，12路，13路，16路，22路，23路，27路，41路，51路，72路，226路，238路，248路，K248路，314路，320路，支214路

## 车站历史
本站工程名与正式名均为黔灵山公园站，站名来自车站附近的黔灵山公园。
- 2023年1月12日，车站主体结构封顶[3]。
- 2023年12月16日，车站随3号线一期工程通车开通[2]。